# Rhys Wilmot
Rhys Wilmot (Newport, 12 febbraio 1962) è un ex calciatore gallese, di ruolo portiere.

## Carriera
Wilmot tra il 1977 ed il 1980 gioca nelle giovanili dell'Arsenal, per poi venire aggregato come terzo portiere alla prima squadra; rimane ai Gunners complessivamente fino al 1989, giocando però in totale solamente 8 partite di campionato nella prima divisione inglese (2 nella stagione 1985-1986 e 6 nella stagione 1986-1987); nell'arco di questi nove anni trascorre anche vari periodi in prestito in altri club: nella seconda metà della stagione 1982-1983 gioca infatti 9 partite in quarta divisione con l'Hereford Utd, nel 1984 trascorre l'intero anno solare ai londinesi del Leyton Orient giocandovi 46 partite in terza divisione e nel 1988 gioca 16 partite in questa stessa categoria con i gallesi dello Swansea City.
Nel 1989 viene ceduto al Plymouth, con cui trascorre tre campionati in seconda divisione ed un'ulteriore mezza stagione in terza divisione, per un totale di 133 partite giocate; trascorre poi una stagione e mezzo nel Grimsby Town (44 presenze in seconda divisione) e due stagioni ai londinesi del Crystal Palace, con i quali gioca ulteriori 6 partite in prima divisione (tutte durante la stagione 1994-1995). Si ritira nel 1997, all'età di 35 anni, dopo una stagione trascorsa in quarta divisione con il Torquay Utd (33 presenze).
In carriera ha giocato complessivamente 285 partite nei campionati della Football League.

## Palmarès

### Club

#### Competizioni nazionali
- Coppa di Lega inglese: 1

Arsenal: 1986-1987